# صلیب سرخ سلطنتی
صلیب سرخ سلطنتی (به انگلیسی: Royal Red Cross) نشانی است که در بریتانیا و اتحادیه کشورهای مشترک‌المنافع بابت خدمات فوق‌العاده پرستاری در جنگ اهدا می‌شود. این نشان در ۲۳ آوریل ۱۸۸۳ توسط ملکه ویکتوریا تاسیس شد و اولین دریافت‌کننده آن فلورانس نایتینگل بود. تا سال ۱۹۷۶ این نشان انحصارا به زنان اهدا می‌شد، اما از آن سال به مردان نیز تعلق می‌گیرد. همچنین امکان اعطای نشان بعد از مرگ از سال ۱۹۷۹ به وجود آمد.
نشان صلیب سرخ سلطنتی به صورت یک صلیب طلایی یا نقره‌ای با پهنای ۳٫۴۹ سانتیمتر است که داخل با رنگ قرمز رنگ‌آمیزی شده و در وسط آن تصویر نیم‌رخ پادشاه در یک دایره حک شده. کلمات ایمان، امید و نوع‌دوستی بر بال‌های بالایی صلیب و سال ۱۸۸۳ بر بال پایینی نوشته شده‌اند. پشت نشان مسطح است و در میان دایره حروف اختصاری نام پادشاه نوشته شده. روبان مدال نیز به رنگ آبی تیره با حاشیه قرمز است.